# Volo Lufthansa Cargo 8460
Il volo Lufthansa Cargo 8460 era un collegamento internazionale cargo, operato da un McDonnell Douglas MD-11, che il 27 luglio 2010 si schiantò durante l'atterraggio all'Aeroporto Internazionale King Khalid, Riad, Arabia Saudita.

## L'aereo
Il velivolo coinvolto nell'incidente era un McDonnell Douglas MD-11F registrato D-ALCQ, numero di serie 48431, numero di linea 534. L'aereo era stato consegnato ad Alitalia - Linee Aeree Italiane nel 1993 come I-DUPB Pietro Mascagni e convertito a cargo nel 2004. Al momento dell'incidente, D-ALCQ aveva completato 10 075 cicli di decollo-atterraggio e aveva accumulato 73 200 ore di volo.

## L'incidente
Il volo 8460 era un volo internazionale cargo dall'aeroporto di Francoforte sul Meno, in Germania, all'aeroporto internazionale di Hong Kong facendo scalo prima all'aeroporto Internazionale King Khalid in Arabia Saudita, quindi all'aeroporto Internazionale di Sharja, Emirati Arabi Uniti. Alcuni testimoni dichiararono di aver visto del fumo nero uscire dall'aereo mentre stava scendendo verso l'aeroporto Internazionale King Khalid, Riyadh, e di aver visto la fusoliera spezzarsi in due dopo lo schianto. L'incidente avvenne alle 11:38 UTC+3 (08:38 UTC). Poco dopo lo schianto, la Reuters dichiarò che l'incidente non aveva provocato vittime e che il comandante e il primo ufficiale stavano per essere trasportati in ospedale. Più tardi fu rivelato che non c'era stato nessun incendio durante il volo, ma che in seguito ad un duro atterraggio l'aereo aveva preso fuoco dopo essere uscito di pista.
Il METAR al momento dell'incidente era METAR OERK 270900Z 32014KT CAVOK 40/05 Q1006 NOSIG=.

## Le indagini
La General Authority of Civil Aviation aprì un'inchiesta sull'incidente. Il rapporto finale stabilì che la causa dell'incidente era stata l'atterraggio troppo brusco dell'aereo, che aveva provocato un rimbalzo sulla pista. L'equipaggio non aveva riconosciuto il fatto e aveva reagito in modo da far rimbalzare l'aereo ancora più forte. La terza e ultima toccata fu così forte da causare la rottura della fusoliera posteriore.
Prima di questo incidente, c'erano stati altri 29 rimbalzi o atterraggi violenti con gli MD-11 che avevano causato danni sostanziali. Un incidente simile si era verificato l'anno precedente sul volo FedEx Express 80, dove entrambi i membri dell'equipaggio erano morti in un atterraggio con rimbalzo.
Era noto che per gli equipaggi di volo gli atterraggi con rimbalzo degli MD-11 erano difficili da individuare. Il rapporto finale formulò diverse raccomandazioni per migliorare l'addestramento, le procedure e gli strumenti di volo per aiutare gli equipaggi a gestire gli atterraggi con rimbalzo.